# Хунцзэ
Хунцзэ́ (кит. упр. 洪泽, пиньинь Hóngzé) — район городского подчинения городского округа Хуайань провинции Цзянсу (КНР). Уезд назван по озеру Хунцзэху.

## История
Во время Второй мировой войны район озера Хунцзэху стал зоной операций сражавшихся с японцами партизанских отрядов китайских коммунистов из Новой 4-й армии, которые стали создавать собственные административные структуры. В 1941 году ими был создан уезд Хуайбао (淮宝县), а в 1942 году — уезд Хунцзэ. После образования КНР они были расформированы.
В 1956 году уезд Хунцзэ был создан вновь; он вошёл в состав Специального района Хуайинь (淮阴专区). В 1970 году Специальный район Хуайинь был переименован в Округ Хуайинь (淮阴地区).
В 1983 году были расформированы город Цинцзян и округ Хуайинь, и образован городской округ Хуайинь; уезд вошёл в состав городского округа.
1 января 2001 года городской округ Хуайинь был переименован в городской округ Хуайань.
В 2016 году уезд Хунцзэ был преобразован в район городского подчинения.

## Административное деление
Район делится на 3 уличных комитета и 6 посёлков.